# Galo Blanco
Galo Blanco (Oviedo, 8 de outubro de 1976) é um ex-tenista profissional e atual treinador espanhol.
Como treinador, treinou Feliciano López, em conjunto com Albert Costa) 2006–2009, Milos Raonic 2010–2013 e Filip Peliwo 2013–presente.